# Karel Weis
Karel Weis, także Weiss (ur. 13 lutego 1862 w Pradze, zm. 4 kwietnia 1944 tamże) – czeski kompozytor i muzykolog.

## Życiorys
W latach 1873–1878 uczył się gry na skrzypcach w Konserwatorium Praskim u Antonína Bennewitza, następnie w latach 1878–1881 kształcił się w szkole organowej Františka Zdenka Skuherskiego. Pobierał też prywatnie lekcje u Zdenka Fibicha. Działał jako organista i dyrygent w Pradze i innych miastach. Od 1895 do 1899 roku wydawał miesięcznik „Hudební květy”. Zbierał folklor regionu Chodsko w południowych Czechach. W latach 1928–1941 opublikował w 15 tomach zbiór Český jih a Šumava v písni. 
Skomponował m.in. opery Viola (wyst. Praga 1892, wersja zrewid. pt. Blíženci wyst. Praga 1917), Der polnische Jude (wyst. Praga 1901), Die Dorfmusikanten (wyst. Praga 1905), Útok na mlýn (wyst. Praga 1912), Lešetínský kovář (wyst. Praga 1920) i Bojarská svatba (wyst. Praga 1943). W swojej twórczości nawiązywał do wzorców Bedřicha Smetany i Antonína Dvořáka.
W czerwcu 2022 r. w muzeum regionu Blata (cz. Blatské muzeum) w Veselí nad Lužnicí, mieszczącym się renesansowej kamienicy znanej również jako „Weisův dům”, utwarta została nowa, niewielka ekspozycja poświęcona życiu i działalności Weisa jako folklorysty muzycznego i zbieracza południowoczeskich pieśni ludowych.